# アンブレイカブル (マイケル・ジャクソンの曲)
「アンブレイカブル」（Unbreakable）は、マイケル・ジャクソンのアルバム『インヴィンシブル』の1曲目に収録された楽曲。
ラッパーのノトーリアス・B.I.G.がフィーチャーされている。シングルカットやSF（後述）の構想があったが、アルバムセールスの不振やジャクソンとレコード会社の不和などにより実現しなかった。
曲はノトーリアス・B.I.G.のアルバム「レディ・トゥ・ダイ」収録、DJプレミアプロデュースの『Unbelievable』を元に作成されている。ノトーリアス・B.I.Gのヴァースはシャキール・オニールのアルバム『You Can't Stop the Reign』収録、「You Can't Stop The Reign」からサンプリングしている。

## ショートフィルムの構想
マイケルは元々この曲を1st シングルに迎え世界に衝撃を与えるようなショートムービーを制作するはずだった。
当初の計画ではSFX/VFXの名門「インダストリアル・ライト＆マジック・スタジオ」を撮影場所に使用しデヴィッド・マイヤーを監督に、約20分のショートムービーを制作する予定だったが、後に意見が合わなくなり監督を映画「ラッシュアワー」で有名なブレット・ラトナーに変更。
そして新たにクリス・タッカー、メル・ギブソンを迎え2002年の4月下旬から撮影を開始、同年にはリリースされるはずだった。しかしリリースからわずか3か月後にソニー ミュージックがインヴィンシブルのプロモーションを停止する決定を下したため、最終的にミュージックビデオとしてリリースは実現しなかった。